# Peter Molyneux
Peter Douglas Molyneux OBE (* 5. května 1959 v Guildfordu, Surrey, Spojené království) je designér počítačových her a herní programátor zodpovědný za tituly, jako jsou Dungeon Keeper, Populous a Black & White, Theme Park nebo The Movies. V srpnu 1997 Molyneux opustil Bullfrog Productions, aby založil vlastní vývojářský tým, Lionhead Studios. V roce 2004 se dostal do síně slávy AIAS a 31. prosince téhož roku obdržel řád britského impéria. Mimo to dostal v březnu 2007 od francouzské vlády medaili rytíře Ordre des Arts et des Lettres.
Dne 6. dubna 2006 byli Lionhead Studios koupeni Microsoftem a nyní jsou částí Microsoft Game Studios. Na E3 2006 dal Peter Molyneux několik interview, v jednom z nich poznamenal: "Myslím si, že od nás uvidíte mnohem více fantastických her díky tomuto vztahu."
V červnu 2007 byl odměněn čestným titulem doktora věd na Southamptonské univerzitě.

## Před Bullfrogem
Peter Molyneux začal svou kariéru v roce 1982 prodejem disket s videohrami pro Atari a Commodore 64. Společnost se jmenovala Taurus a založili ji Molyneux a Les Edgar. Název se ukázal být šťastným, protože Commodore si je spletl s trochu větší společností TORUS a poskytl jim 8 počítačů.
Zhruba od roku 1984 se Molyneux zaměřil výhradně na herní vývoj. Jeho první počin byla hra nazvaná The Entrepreneur, textová obchodní simulace, která ale byla komerčním propadákem.
V roce 1987 se rozhodl zkusit se v herním průmyslu prosadit znovu založením společnosti Bullfrog.
V tomto období Molyneux pracoval s lidmi, jako jsou David Hanlon, Simon Hunter nebo Andrew E. Bailey na hrách Druid a Dragons Breath.

## Hry
Zde je seznam her, na kterých se Molyneux nějakým způsobem podílel.

### Před Bullfrogem
- The Entrepreneur (1984)
- Druid 2

### Bullfrog Productions
- Fusion (1987)
- Populous (1989)
- Powermonger (1990)
- Populous II: Trials of the Olympian Gods (1991)
- Syndicate (1993)
- Theme Park (1994)
- Magic Carpet (1994)
- Hi-Octane (1995)
- Gene Wars (1996)
- Dungeon Keeper (1997)

### Lionhead Studios
- Black & White (2001)
- Fable (2004)
- Fable: The Lost Chapters (2005)
- The Movies (2005)
- Black & White 2 (2005)
- The Movies: Stunts & Effects (2006)
- Black and White: Battle of the Gods (2006)
- Fable 2 (2008)
- Fable 3 (2010)

## Mediální sláva
Jako jedna z nejznámějších postav tohoto průmyslu se Molyneux objevil v nespočtu televizních show a interview. Opakovaně se objevil v pořadech: Gamesmaster, Game Over, Games Wars, Gamezville, Bad Influence!, Gamepad, CHEATS, Gamer.tv, Rapture, Games World, Blue Chip, LanJam, Ultimate Gamer, a GameStars. Stal se i účastníkem několika herních konferencí.